# Rheinisches Fastnachtsmuseum Koblenz
Das Rheinische Fastnachtsmuseum Koblenz ist ein Museum der Stadt Koblenz in dem Exponate und Wissenswertes über das rheinische Brauchtum rund um den Karneval einer breiten Öffentlichkeit zugänglich gemacht werden. Auch die Geschichte der Koblenzer Fastnacht wird ausführlich dokumentiert.

## Geschichte
Der Verein Rheinisches Fastnachtsmuseum e. V. übernahm nach einer Sonderausstellung 1996 auf der Festung Ehrenbreitstein in Koblenz über den rheinischen Karneval die Exponate, um einen lang gehegten Wunsch der in der AKK (Arbeitsgemeinschaft Koblenzer Karneval e. V.) zusammengeschlossenen Karnevalisten und Möhnen in Koblenz zu erfüllen: Die Gründung eines Fastnachtsmuseums. Die Stadt Koblenz stellte den Kehlturm des Fort Konstantins, ein Teil der preußischen Festungsanlage rund um Koblenz, zur Verfügung mit der Auflage, den Innenausbau und die Einrichtung zu Lasten des Trägers durchführen zu lassen. 
Am 19. April 2001 konnte nach Aufräum- und Umbauarbeiten das Museum eröffnet werden. Auf 350 m² und auf zwei Etagen ist eine permanente Einrichtung um Ursprünge, Hintergründe und Formen des zentralen rheinischen Brauchtums, des Karnevals dokumentiert. Als Kontrast und informative Ergänzung hierzu ist eine Sammlung der schwäbisch-alemannischen und Basler Fasnacht zu sehen und auch Exponate aus den benachbarten Karnevalshochburgen Mainz, Bonn und Köln sowie Düsseldorf und angrenzenden Gebieten. Seit 2003 wird der Betrieb von der Arbeitsgemeinschaft Koblenzer Karneval (AKK) auf freiwilliger Basis organisiert.